# Coussarea psychotrioides
Coussarea psychotrioides är en måreväxtart som beskrevs av Charlotte M. Taylor och Barry Edward Hammel. Coussarea psychotrioides ingår i släktet Coussarea och familjen måreväxter.
Artens utbredningsområde är Costa Rica. Inga underarter finns listade i Catalogue of Life.